# Conseil de Deniliquin
Le conseil de Deniliquin (en anglais : Deniliquin Council) est une ancienne zone d'administration locale située dans l'État de Nouvelle-Galles du Sud en Australie. 
Situé dans la Riverina, le conseil était la dernière zone d'administration locale formée d'une seule ville rurale, Deniliquin. La population s'élevait à 7 120 habitants dont 259 aborigènes en 2011.
Le 12 mai 2016, il fusionne avec le comté de Conargo pour former le conseil de la rivière Edward.